# Семь сестёр из Ринвайла

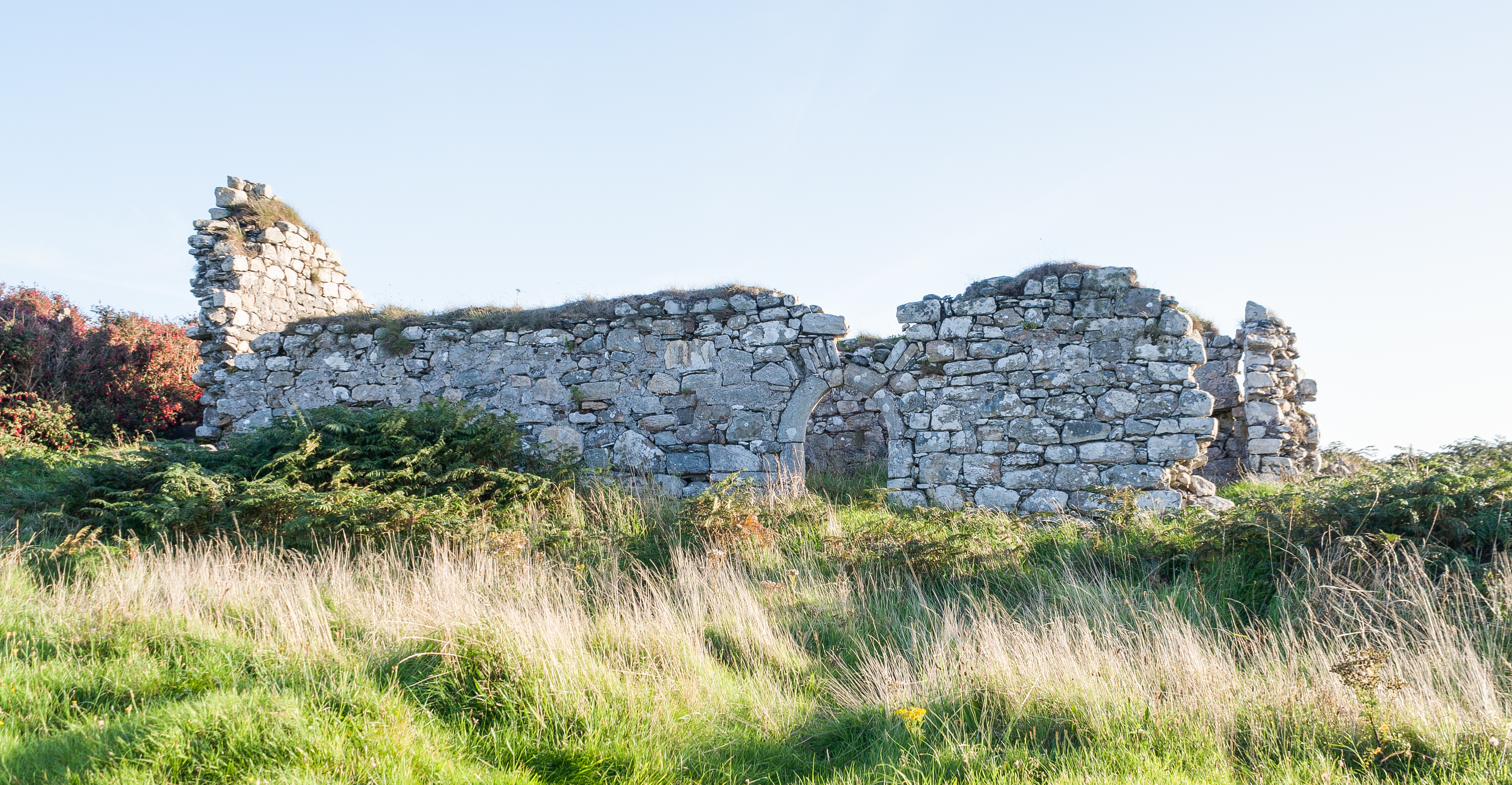
Развалины церкви Семи сестёр в Ринвайле

Семь сестёр из Ринвайла были средневековые ирландки, которые по преданию были дочерьми короля Лейнстера или вождя острова Оми. Они проповедовали на побережье Конмайкне Мара, дав свои имена святым колодцам в Ринвайле, Клеггане, Эйллебраке, Дун-Хилл, острове Мвиниш и проклятому камню. Энтони Превите считает, что они наконец обосновались на острове Мейсон.
Им посвящена средневековая церковь в Ринвайл-Пойнте, ирл. Teampaill na Seacht nInion. По преданию она была построена королём в знак благодарности за исцеление его семи дочерей  водами близлежащего колодца. Грейс О'Мэлли когда-то жила в соседнем замке.